# 杉原紙

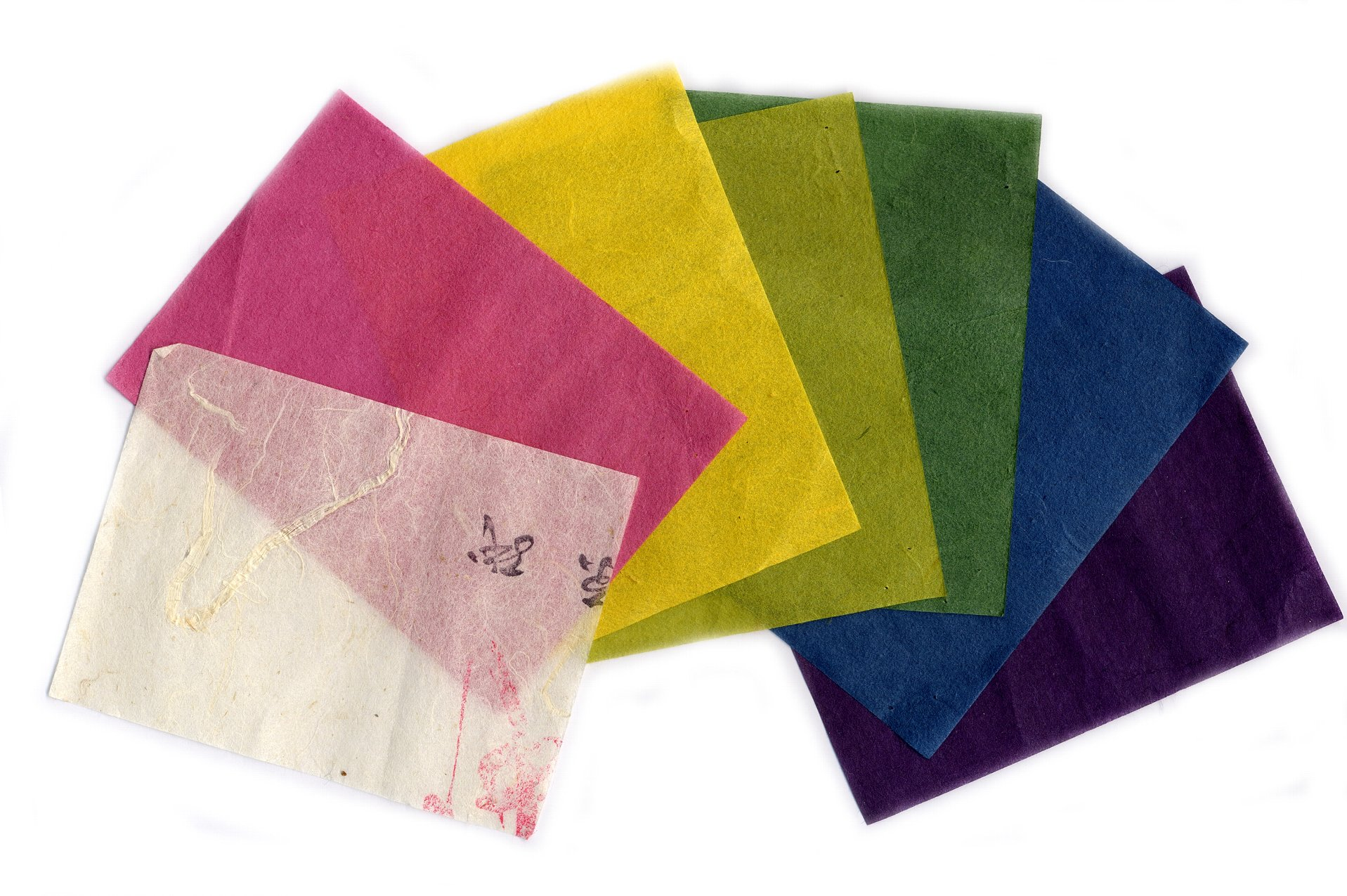
1970年代に再興された杉原紙

杉原紙（すぎはらがみ、すいばらがみ、椙原紙）は、和紙の一種である。
杉原紙、椙原紙、のほか、歴史的には単に「杉原」とするほか、「すいば」「すいはらがみ」「すいはら」「すい」や「水原」「水原紙」の表記もみられる。
九州から東北の各地で生産され、中世には日本で最も多く流通し、特に武士階級が特権的に用いる紙としてステータスシンボルとなった。近世には庶民にまで普及したが、明治に入ると急速に需給が失われ、姿を消した。
その後「幻の紙」とされていたが、近年になって、原産地が兵庫県であると考えられるようになり、現地で和紙の生産が再開された。再興後は「杉原紙」の名称で兵庫県の伝統工芸品とされている。

## 概要
「杉原紙」という名称は、歴史的に2つの異なる意味で用いられてきた。
ひとつは「杉原地域で生産された和紙」を指す語で、もうひとつは「杉原式の製法で作られた和紙」を指す語である。
後者の「杉原紙」は中世から近世にかけて、日本各地で作られるようになっており、「杉原紙」や単に「杉原」と呼称されていた。この杉原紙は、鎌倉幕府の公用紙となり、大量に流通した。この頃、武士階級に一束一本という贈答品の慣習が定着したが、ここでいう「一束」は通常「杉原紙を一束（一束は約500枚）」を意味した。武士に対して手紙を書く際には杉原紙を用いるのが作法とされ、杉原紙は武家を象徴する和紙となった。
杉原紙は極めて大量に流通してあちこちで生産され、様々なバリエーションが登場して人気を博したため、「杉原紙の特徴」を特定して端的に説明することは難しい。しかしおおまかに言うと、コウゾを原料とし、米粉を添加し、凹凸（皺）のない和紙ということができる。
杉原紙は江戸時代中期には庶民も使うほどに普及し、需要を賄うため各地で様々な「杉原紙」が生産されるようになった。江戸期に「杉原紙」を生産していたのは、九州から東北まで20ヶ国に及ぶ。やがて明治期に至るが、その頃には「杉原紙」はきわめて一般的な紙になっていたので、「杉原紙」のルーツがどこにあるかは、もはやわからなくなっていた。たとえば江戸期や室町期の文献には、「板漉き」という製法が杉原紙の特徴であるとの記述があったが、幕末の研究者には「板漉き」というのがどのような技法であるか、わからなかった。「杉原紙」がなぜ「杉原紙」と呼ばれるのかも不明で、もともと「杉原」という土地で作られたのだろうとは推測したが、その「杉原という土地」がどこなのかは諸説あって定まらなかった。室町期に最良の杉原紙とされたのは「加賀杉原」といい加賀国で生産された杉原紙だったし、美濃国の杉原村が発祥とする説（『新撰美濃志』1900年）もあった。
近代になって西洋紙が流入すると、手作業で小規模で生産される和紙は、大規模な工場で生産される西洋紙にとって換わられるようになった。武士階級が消滅したことで一束一本の慣習も廃れ、杉原紙の需要は激減し、大正時代には杉原紙の生産は全く行われないようになって姿を消した。杉原紙は「幻の紙」と呼ばれるようになった。
昭和初期に研究家が杉原紙のルーツを調べ、1940年（昭和15年）に兵庫県（旧播磨国）の杉原谷村（合併により、加美町を経て2014年現在は多可町の一部）が発祥の地であると結論づけた。播磨国は古代から製紙が行われていた地域のひとつと考えられており、美濃国などとならび和紙の生産国として最も古い地域とする説もある。そのなかで杉原谷は藤原摂関時代に藤原氏の荘園（椙原庄）だった地域で、かなり古い時期から和紙の生産が行われていたとされる。
杉原谷では、1972年（昭和47年）に当時の加美町（2014年現在は合併により多可町の一部）が出資し、町立杉原紙研究所を設立し、和紙の生産を再開した。再開された和紙づくりでは、かつて武士階級の間で使われたとされる「杉原紙」の特徴的な製法（板漉きや米粉の添加）は行っていない。この再興された「杉原谷生産の和紙（杉原紙）」は、1983年（昭和58年）に兵庫県の無形文化財に指定され、1993年（平成5年）には兵庫県によって伝統的工芸品とされた。

## 「杉原紙」の興亡史

### 紙の品質に対する価値観
きわめて古い時期には、「厚い紙」が堅固で良いものとされており、戸籍など保存性を要求される公文書に用いられていた。しだいに紙の需要が増大すると、中国では竹を原料とすることで紙の増産を実現したが、日本では原料がもっぱらコウゾに限られていた。日本では、限られた原料からより多くの紙を生産するために、紙を薄く漉く技術が編み出されていった。薄い紙を漉くための技法にはいくつかあり、紙の生産地ごとに異なる方法が磨かれていったが、たいていその技法は門外不出とされており、紙の名称は産地を表すと同時に、特定の製法で漉かれた紙を指していたその代表が美濃紙で、もとは美濃国産の紙のことだったが、美濃で薄い紙を漉くようになると、美濃で漉かれた薄い紙を「美濃紙」と呼ぶようになり、やがて美濃紙の製法が各地へ広まると、美濃産でなくとも、その製法で漉かれた薄い紙を「美濃紙」と呼ぶようになった。
こうした薄い紙を作り始めたのが早かったのは、筑紫国、播磨国、それに越国だった。記録では746年（天平18年）に播磨国から薄紙（播磨で産したので「播磨紙」と呼んだ）が正倉院へ納められている。こうした薄紙は写経に用いられたほか、屏風や神輿にも使われた。
平安時代になると、新たな紙の消費者層として公家の女性が登場した。彼女たちは薄く滑らかな紙を好み、特に「薄様」と呼ばれた斐紙を愛好した。『源氏物語』『枕草子』『蜻蛉日記』『和泉式部日記』『紫式部日記』『宇津保物語』などには薄い紙の良さへの言及がある。
これに対し、公家の男性は厚手のコウゾの紙を好み、コウゾをふんだんに使った厚い紙は高級紙としてステータスシンボルでもあった。

### 杉原紙の登場
古代には、公用紙を生産するために全国各地から紙の原料であるコウゾを納める制度があり、中央には紙屋院が設けられて朝廷で用いる記録用の高級紙（紙屋紙）を生産していた。中央集権化がすすんで各地の国・国府が整備されるようになると、地方でも公用紙の需要が起きたが、紙はそれぞれの地方で調達することとされ、各地の農産地でも紙漉きが行われるようになった。
平安時代には、貴族階級が地方に所有する荘園が発達し、それによって中央への貢納が衰えるようになった。紙も同様で、有力な貴族は地方の荘園で紙を独占してしまい、中央の紙屋院へ納められる原料は減っていった。一方、各地の紙産地では独自の製紙法がうまれ、産地固有の紙が登場するようになった。例えば越前国では奉書紙が、美濃国では美濃紙が、備中国では檀紙が、大和国では吉野紙・奈良紙が生み出されていった。
杉原紙が初めて記録に登場するのもこの時期である。平安後期に藤原氏の頂点にいた藤原忠実（1078年 - 1162年）の日記『殿暦』のなかで、1116年（永久4年）に忠実が子の藤原忠通、泰子に「椙原庄紙」を100帖贈ったという記述がある。椙原庄（杉原荘）というのは播磨国にあった藤原家の荘園で、現在の兵庫県多可町（以前の加美町にある杉原谷）に相当する地域である。

この「椙原庄紙」が具体的にどのような特徴を持っていた紙なのか、中世・近世の「杉原紙（杉原式の和紙）」と同質のものであったのかは不明である。椙原庄紙にかぎらず、古代の紙の実物が現存する例は少なく、当時の文献も紙質に関する言及は極めて乏しい。「厚い」「粗い」などの表現も稀にあるが、何と比較して厚い薄いと述べているのかは不明で、杉原紙をはじめ多くの紙が古代から中世・近世・近代と製法が変わってきているため、同じ名称でも古いものと新しいものが同じ特徴を持っているかもよくわかっていない。

### 武士階級の台頭と杉原紙
中世に入ると、公家が地方に所有する荘園の支配権を、武士階級（守護・地頭）が簒奪することで公家と武家の社会的地位の逆転が起きたが、それは紙の動向にも反映された。律令制度に基づく紙屋院への紙原料の貢納は衰微し、紙屋院はもっぱら中古紙を漉き直しての再利用（宿紙）を行うようになり、高級紙としての紙屋紙はほとんど姿を消した。また、紙の産地や原料の産地を武士階級がおさえることで、高級な「厚い紙」を使うという特権は、公家から武家のものになった。
杉原紙は、承久年間に流布した。『武家年代記』、『鎌倉年代記』、『北条九代記』によると、鎌倉幕府が成立から約30年後の1219年（承久元年）に「杉原紙」が鎌倉幕府で使われるようになった。杉原紙は幕府の公用紙となり、武家階級にも文書用紙として広まった。鎌倉時代から室町時代を通じて杉原紙が全国の武士階級へ普及していくのにともなって、「杉原紙」は全国で生産されるようになった。その結果として近世・近代には「杉原紙」の原産地がどこなのかわからなくなってしまった。
室町時代初期の書札礼である『書札作法抄』では、武家に手紙を出す際には「杉原紙」を用いなければならないと定められており、武士階級の間で定着していたことが示されている。将軍や執権など、武士階級の中で上位にある者が下位の武士へ送る文書を「御教書」と呼び、これにも杉原紙が用いられたことから「御教杉原」「御教書杉原」という表現が頻繁に登場する。
| 一、（中略）武家には杉原ならでは文をかかぬこと也。引合、檀紙などにては努々（ゆめゆめ）書くべからず。但し女性のもとへの文には、又引合、檀紙にて書て、杉原にては書くべからず、女性も又杉原にては文書く事なし。 ― 『書札作法抄』（『和紙つくりの歴史と技法』p.105より） |

武家は杉原紙を用い、公家や女性は檀紙や引合紙を用いるというしきたりは鎌倉時代に形成された。その結果として杉原紙を生産が各地に広がったのだが、必ずしも需給が見合ったわけではなく、特に建武の新政以降、公家が杉原紙を用いたり、武家が檀紙や引合紙を用いた例はある。江戸期の『玉勝間』が伝えるところでは、1343年（康永3年）に洞院公賢が自身の日記『園太暦』の中で、左大臣辞任の際に、書札礼に反して杉原紙に辞表を書いたことについての弁解を行った。

### 一束一本
中世に登場した、杉原紙と武士階級を結びつける重要な習慣が一束一本（一束一巻）である。この一束一本に用いられる紙は原則として杉原紙とされていた。
武家同士での贈答においては、水引をかけた紙1束（1束は10帖に相当する。1帖が紙何枚にあたるかは、紙の種類によって差があるが、概ね500枚。杉原紙の場合にはたいてい480枚となる。）に扇1本を添えて送るのが正式な作法とされた。扇1本のかわりに巻物（緞子）1巻とする場合もある。
著名な事例としては、醍醐の花見のときに豊臣秀吉と三宝院との間で一束一巻の授受があった例や、徳川家康と雲光院が二束を贈った例が知られている。

### 近世の杉原紙
戦国時代には各地で紙漉部落が形成されて地域の紙の需要を賄ったが、江戸時代になると、紙の消費者層として新たに庶民（町人）が加って生活必需品の一つとなり、紙の需要はますます伸びた。江戸時代には浮世絵などにも利用された。
一方、旺盛な需要を賄うために紙の生産が農村で奨励されたが、これといった特産品を持たない山村や農村では、コウゾさえあれば漉くことができる紙は貴重な現金収入源となった。コウゾ以外の原料から紙を漉く方法も広がり、増産のために稲わらなども用いられた。藩制のもとで各藩ごとの自給経済が営まれ、紙の専売制をしく藩も少なくなかった。特に需要の多い杉原紙は多くの藩で生産された。

### さまざまな杉原紙
中世には、杉原紙の主要な産地は播磨国、加賀国、周防国だった。
近世には、加賀国、周防国、石見国、備中国、豊前国、越後国などへ拡大し、江戸中期の『和漢三才図会』や『新撰紙鑑』には杉原紙の産地として20ヶ国ほどが挙げられている。例えば備中・備後の杉原紙では上等品として三好杉原、中等の足守杉原や備中杉原というように、同じ産地でも区別があった。
- 杉原紙の主な生産国
  - 九州 - 豊後国（豊後杉原）
  - 四国 - 阿波国（阿波杉原）、伊予国（伊予杉原）、土佐国（土佐杉原）
  - 中国 - 因幡国（因幡杉原）、出雲国（出雲杉原）、備中国（備中杉原、三好杉原、足守杉原）、備後国（三好杉原）、安芸国（広島杉原）
  - 近畿 - 丹後国（丹後杉原、佐次杉原）、但馬国（但馬杉原）、播磨国（播磨杉原）、大和国（吉野杉原）
  - 中部 - 越前国（越前杉原）、加賀国（加賀杉原）、美濃国（美濃杉原）、信濃国（信州杉原）
  - 東国 - 下野国（那須杉原）、磐城国

- 播磨杉原（尋常杉原）

既述のように、播磨国杉原が杉原紙の原産地と考えられているが、杉原紙が各地で作られるようになると、各産地を冠して呼ばれるようになった。播磨国産の杉原紙は播磨杉原と呼ばれたが、ポピュラーなもの・他の杉原紙と区別して「尋常杉原」と呼ばれることもあった。播磨杉原の呼称は『多聞院日記』などに見られる。
『新撰紙鑑』（1777年／安永6年）には、播磨杉原をさらに細かく分類している。
- 大広杉原、大物杉原、大中杉原、漉込杉原、大谷杉原（本谷杉原）、中谷杉原（小谷杉原）、荒谷杉原、八分杉原、久瀬杉原、思草杉原（しそう-）など。

- 鬼杉原

漉込杉原は別名を「鬼杉原」といい、最上級品で、目上への一束一本に最適とされた。10帖を1束とするので「十帖紙」とも称した。ほかにも思草杉原も一束一本に適うものとされている。
- 大谷杉原

大谷杉原は別名を本谷杉原という。播磨杉原のなかでも最大で、約35センチメートル×52センチメートル（1尺1寸5分×1尺7寸）の寸法がある。これを半分にしたものが「半紙」の寸法に相当する。
- 加賀杉原

「強紙」「強杉原」とも。
- 小広 - 吉野産の杉原紙[3][4]。
- 大杉、中杉、小杉 - 土佐国・安芸国で作られた杉原紙だが、品質は劣る[3][4]。

杉原紙は大きさ（判）によって「小杉原」「中杉原」「大杉原」と区別され、大杉原は手紙や文書に用いられ、小杉原は鼻紙に使われた。

### 呼称
室町期には「すいは」という呼び方が生まれた。女性の間では「すい」という簡略形が好まれた。

### 杉原紙の特徴
杉原紙の産地が拡大し、製法や品質も多様化したが、結果として、後の時代からみると「杉原紙」固有の特徴というものはよくわからなくなっていった。享保年間の研究家、藤貞幹はその著『好古小録』のなかで、古代の杉原紙の特徴として「板漉き」をあげたが、幕末・明治期の研究者には「板漉き」がどのような技法を指すのかわからなくなっていた。
- 原料

杉原紙は、中世の多くの和紙と同じようにコウゾを原料とする。杉原紙以外では、稀少なガンピが用いられる和紙があった。近世から近代にかけては、増産のために稲わらを混ぜたり、ミツマタを使用する和紙も出現したが、杉原紙はもっともポピュラーなコウゾを原料としている。
- 填料

主原料とは別に添加する材料を填料というが、杉原紙は米粉を添加する。杉原紙のほかに檀紙、奉書紙も米粉を使用する。米粉を添加する技法を「糊入れ」といい、糊入れが行われた和紙のことを「糊入れ」とも称した。
米粉を入れる目的は、薄くても粘りのある丈夫な紙を作るためであり、原料のコウゾを節約して大量の紙を生産するためでもある。極めて古い時代には「厚くて堅固」な紙が良いとされたが、米粉の添加は限られた原料でより多くの紙を生産するための技術として編み出された技法で、結果として産み出された杉原紙は、他の和紙とくらべて「薄くても丈夫」であることが良いとされたのである。とはいえ、同じ杉原紙の中では「厚いものがよい」とされており、播磨杉原を上回る最上級品とされた加賀杉原（強杉原）のよさは、その厚みにあった。
檀紙や奉書紙と比較すると、杉原紙は薄いものだったが、美濃紙と比べると厚い。檀紙、奉書紙、杉原紙と違い、美濃紙は米粉の添加を行わない紙で、米粉を添加しない代わりに、より長い時間をかけて複雑な漉き方を行うことで薄さと丈夫さを実現していた。しかしそのために生産量は少なく、「厚いもの」がよいとされる中近世には、杉原紙よりも安価で流通していた。
古い時代には、丈夫さを出すために米粉を混ぜるというのは画期的な技術で、日本での紙文化の拡大に大きく寄与したと考えられている。一方、美濃紙のように複雑な工程を経ることで米粉を使わずに薄さと丈夫さを実現する技術から見ると、米粉を混ぜるのは安易で容易な手段であり、高い技術を要求されるものではなかった。高い技術を要求されないからこそ、杉原紙は容易に全国各地に生産が広がっていったのである。しかし紙漉き技術としては高度な技ではないために、近代になって安価で大量生産が可能な西洋紙が入ってくると、他の高度な技術を持つ和紙は西洋紙との差別化を図ることができたのに対し、杉原紙は西洋紙に駆逐されてしまった。
米粉を添加することで虫害に弱いという欠点があり、これも近代に杉原紙が廃れる重要な要因になった。
- 漉き方

江戸期の文献に拠ると、杉原紙の特徴の一つが「板漉き」と呼ばれる漉き方である。中世の主要な紙である杉原紙、檀紙、奉書紙、美濃紙、吉野紙、鳥子紙のなかで、「板漉き」を行うのは杉原紙だけで、ほかなみな「流漉き」が行われる。
しかし前述のように、この「板漉き」が実際にどのような技法であるかははっきりしない。明治初期の研究者である榊原芳野は「板漉き」は「紗漉き」のことであるとしている。紗漉きは竹簀の上に紗（薄絹）をおいて漉く方法である。
- 簾目

できあがった杉原紙を他の紙と比べた時の特徴が、漉く際の竹簀の跡（簾目）が残らないことである。前述のように一口に杉原紙と言っても様々な厚さのものがあり、厚手の杉原紙は薄手の奉書紙よりも厚かったが、両者を見分ける最大の特徴は、簾目の有無だった。板漉き（紗漉き）の結果として簾目がつかない紙になったのだろうと考えられている。

### 日本から消えた杉原紙
杉原紙からかなり遅れて、江戸時代の中期から後期には美濃紙の製法が全国へ広がった。米粉の添加によって虫害に弱い杉原紙に対し、美濃紙（米粉を添加しないことを「生漉き」と称する）は記録・保存用に向いていた。また、近世に盛んになった印刷にも、薄口の美濃紙が適していた。
近代に入ると、安価で大量生産可能な西洋紙が流入し、競争力の低い和紙の産地は淘汰されていった。杉原紙にとっては、武士階級の消滅によって、一束一本の贈答礼が廃れ、主要な消費層がいなくなった。明治20年代には美濃紙が圧倒的になり、杉原紙は市場から姿を消した。兵庫県（旧・播磨国）の杉原谷では、生産する紙の種類を変えて紙漉きが続けられたが、やがてそれらの集落が無人化したりして、大正時代末期には完全に姿を消した。

## 杉原紙の再興

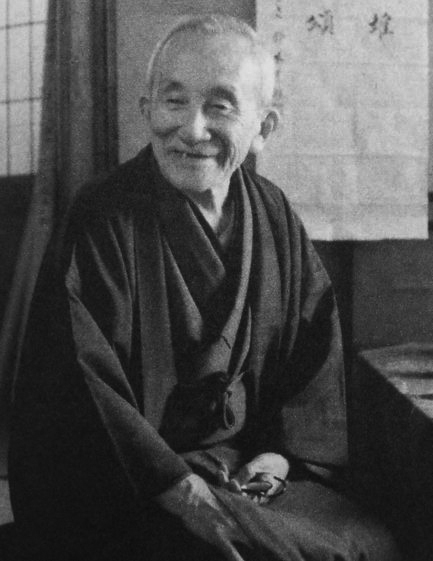
杉原紙の起源を発見した新村出

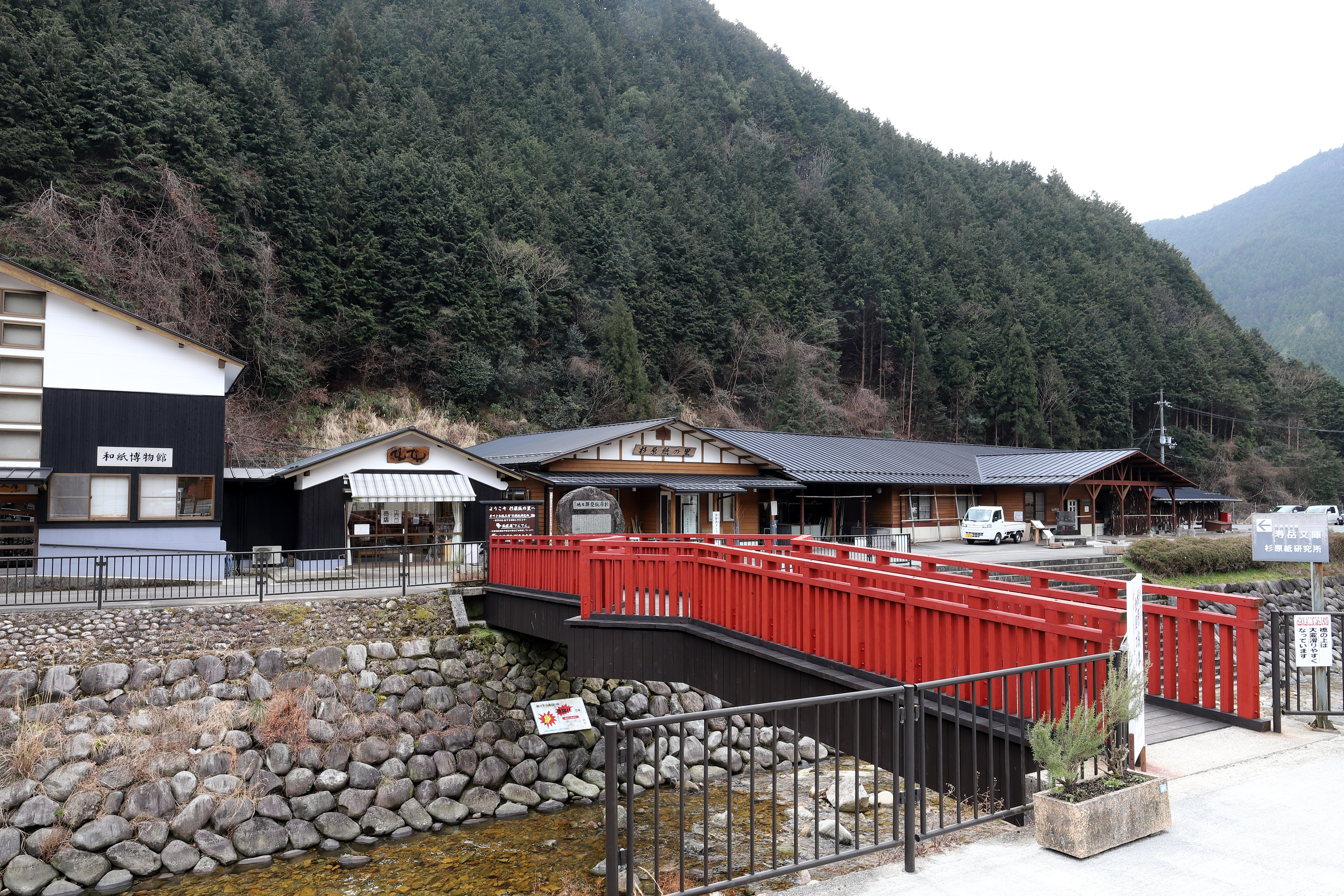
町立杉原紙研究所

杉原紙はかつて「天下の名紙」と称されたが、大正期に生産者がいなくなると由緒も製法もわからなくなって、「幻の紙」と言われるようになった。
言語学者の新村出と英文学者で和紙研究家の寿岳文章は、失われた杉原紙のルーツを研究し、1940年（昭和15年）に兵庫県多可郡杉原谷村（合併により、加美町を経て2005年以降は多可町の一部）が発祥の地であることを突き止めた。
1972年（昭和47年）に当時の加美町が出資し、町立杉原紙研究所を設立し、紙の生産を再興した。一度絶えた杉原紙を復活させた職人は、黒谷和紙の技術を学び、その技法で杉原紙を再興したことから、伝統は継承されていないが、この土地の環境が生み出す杉原紙の特徴である「上品な白さ」は再現されたという。
加美町ではほぼ全戸にあたる1900戸の住人がコウゾを栽培し（一戸一株運動）、杉原紙研究所に納めて紙漉きを行った。再興された杉原紙は「糊入り」や「紗漉き」を行っていないため、中近世の「杉原紙」とは質に違いがある。現在の杉原紙はコウゾだけを原料とすることで強靭さや独特の手触りが特徴である。
再興後の杉原紙は、1983年（昭和58年）に兵庫県の無形文化財に指定され、1993年（平成5年）には兵庫県によって伝統的工芸品とされた。
現在、同研究所及び隣接する道の駅杉原紙の里・多可などで販売されている。